# Староверци
Староверци, старообредници (рус. староверы, старообрядцы), или древноправославни (рус. древлеправославие), су православни Руси који нису прихватили реформе које је патријарх Никон (Минов; 1652—1666), увео 1653. године у Руску православну цркву.
Митрополит новгородски Никон је 1652. по указу цара Алексеја I постао патријарх. Године 1653. патријарх почиње са мањим реформама. Уведене промене су усаглашавале литургијску праксу са праксом других православних земаља. Измене су подразумевале да се људи крсте са три прста уместо са два, да три пута изговарају „алилуја” и слично. То доводи до великог бунта и раскола, на једној страни били су патријарх и његове присталице а на другој староверци, Аввакум, епископ Павле, протопоп Данило и други. Никон напушта патријарашки положај и због тога на Сабору 1666. године у Москви бива лишен архијерејског чина и осуђен на заточење. Сабор наредне године доноси одлуку којом признаје ваљаност исправки које је Никон начинио у богослужбеним књигама а расколоучитеље анатемише.
Вођа старовераца, протопоп Авакум, наставио је са расколништвом све док није јавно спаљен 1682. године. Услед прогона који је уследио староверци су се селили у северну Русију, Сибир, балтичке државе и у делту Дунава.

## Староверци у 20. веку
Након Октобарске револуције, током трајања револуционарног терора, а посебно Стаљинових прогона, знатно је смањен број присталица старообредништва.
Данас постоји неколико фракција међу староверцима:
- Руска православна старообредничка црква (Белокриницка јерархија), на чијем се челу налази митрополит московски и све Русије, има више од 250 парохија у Русији, Украјини, Белорусији и Казахстану;
- Древноправославна црква («беглопоповцы»), на челу са архиепископом новозипковским, московским и све Русије, има око 60 парохија у Русији, Румунији и више земаља ЗНД-а;
- Древноправославна поморска црква (брачни беспоповци) има самосталне јединице у Русији (више од 100 парохија обједињених у Савет ДПЦ Русије), Литванији, Летонији; хришћани древноправославног-католичанског вероисповедања и благочашћа старопоморског федосејевског смера (федосејевци), чије се средиште налази у московској Преображењској заједници, имају већи број парохија, али без јединствене организационе повезаности.

Староверске заједнице делују, поред Русије, и на просторима бивших совјетских република, у Румунији (где постоји и аутокефална митрополија Белокриницке јерархије), у Пољској, земљама Северне и Јужне Америке и другде. У последње време забележена је њихова појачана активност на издавању верске литературе, стварању властитог васпитно-образовног система (школе за одрасле — будуће свештенослужитеље и лаике, курсеви за верско васпитање деце), унапређивању система информисања. Постоји још доста староверских фракција које делују илегално, у «катакомбним условима», и које су затворене за контакте не само са властима и широм друштвеном јавношћу, него и са истраживачима феномена старообредништва.

## Повратак
У настојању да насели сибирску тајгу руска влада је 2007. покренула програм у коме је Русе из целог света позвала да се врате у домовину. Међу њима налазе се и прогоњени припадници православних секти, староверци. Код старовераца се очувао старински руски језик који је данас готово у потпуности избачен из употребе.